# Pterymarchia
Pterymarchia là một chi ốc biển săn mồi cỡ lớn, là động vật thân mềm chân bụng sống ở biển thuộc họ Muricidae, họ ốc gai.

## Các loài
Các loài thuộc chi Pterymarchia bao gồm:  Lưu trữ ngày 3 tháng 3 năm 2016 tại Wayback Machine
- Pterymarchia aparri  (D'Attilio & Bertsch, 1980)
- Pterymarchia barclayana  (H. Adams, 1873)
- Pterymarchia bibbeyi  (Radwin & D'Attilio, 1976)
- Pterymarchia bipinnata  (Reeve, 1845)
- Pterymarchia bouteti  (Houart, 1990)
- Pterymarchia elatica  Houart, 2000
- Pterymarchia martinetana  (Roding, 1798)
- Pterymarchia triptera  (Born, 1778)